# Cantone di Bazas
Il Cantone di Bazas era una divisione amministrativa dell'arrondissement di Langon.
A seguito della riforma approvata con decreto del 20 febbraio 2014, che ha avuto attuazione dopo le elezioni dipartimentali del 2015, è stato soppresso.

## Composizione
Comprendeva i comuni di:
- Aubiac
- Bazas
- Bernos-Beaulac
- Birac
- Cazats
- Cudos
- Gajac
- Gans
- Lignan-de-Bazas
- Marimbault
- Le Nizan
- Saint-Côme
- Sauviac